# Конференція ООН з торгівлі та розвитку
Конфере́нція ООН з торгі́влі та ро́звитку, ЮНКТАД (англ. UNCTAD) — орган Генеральної асамблеї ООН, який не є міжнародною торговельною організацією. Створений в 1964 р. і нараховує 194 країн-членів. Основні завдання — сприяння розвитку міжнародної торгівлі, рівноправної взаємовигідної співпраці між державами, напрацювання рекомендацій по функціонуванню міжнародних економічних відносин. Резолюції, заяви ЮНКТАД мають характер рекомендацій. Під егідою ЮНКТАД розробляються багатосторонні угоди й конвенції. Найвищий орган ЮНКТАД — Конференція і Рада з торгівлі та розвитку, у рамках якої працює шість комітетів.

## Функції
1. Сприяння розвитку міжнародної торгівлі, забезпечення співробітництва між країнами.
2. Вироблення принципів політики в міжнародній торгівлі, механізмів її функціювання.
3. Розробка заходів з реалізації принципів міжнародної торгівлі.
4. Створення юридичної бази міжнародної торгівлі, прийняття міжнародних правових актів у галузі торгівлі.
5. Координація діяльності у сфері міжнародної торгівлі.
6. Проблема діяльності ТНК, регулювання заборгованості країн, що розвиваються тощо.